# Mandatområde
1. Syrien
2. Libanon
3. Palæstina
4. Transjordanien
5. Mesopotamien

1. Britisk Togoland
2. Fransk Togoland
3. Britisk Cameroun
4. Fransk Cameroun
5. Ruanda-Urundi
6. Tanganyikaterritoriet

1. Sydvestafrika

1. Carolinerne og Palau
2. Papua Ny Guinea
3. Nauru
4. Samoa

Folkeforbundets mandat eller et mandatområde – ofte blot benævnt et mandat – refererer, til et geografisk afgrænset område, der blev etableret efter reglerne i artikel 22 i Folkeforbundets traktat af 28. juni 1919. Den administrative kontrol af disse territorier blev overført fra ét land til et andet efter 1. verdenskrig, hvor de lande – som modtog kontrollen over territorierne (også benævnt mandatar) – administrerede områderne på vegne af Folkeforbundet. Retningslinjerne for de enkelte mandater var individuelt bestemt og havde karakter af både en traktat og en forfatning, som bl.a. indeholdt klausuler om mindretalsrettigheder, der sikrede retten til at indgive anmodninger og tvister overfor Den Permanente Internationale Domstol.
Alle territorier, der blev udlagt som mandatområde, havde inden 1. verdenskrig været underlagt nationer, der havde været på den tabende side 1.verdenskrig – primært Tyskland og Det Osmanniske Rige. I kontrast var alle de lande, som fik tildelt et mandat, på den vindende side af 1. verdenskrig – herunder gik de vigtigste mandater til Storbritannien og Frankrig.
Med opløsningen af Folkeforbundet efter 2. verdenskrig blev det bestemt på Jaltakonferencen, at de tilbageværende mandater skulle placeres under det nyetableret FN's forvaltningsråd. De fleste af de tilbageværende mandater fra Folkeforbundet (med undtagelse af Sydvestafrika) blev derfor efterhånden FN forvaltningsterritorier.
I henhold til den canadiske historiker Susan Pedersen adskilte administrationen af mandaterne sig ikke væsentligt fra kolonistyre andre steder. Selvom Folkeforbundets Pagt forpligtede stormagterne til at administrere mandaterne forskellige fra kolonier, var den væsentligste forskel, at disse stormagter talte anderledes om deres mandater, end om deres øvrige kolonibesiddelser. Derfor blev mandatarerne ofte de facto betragtet som nye kolonimagter blandt lokalbefolkningen i mandatområderne.

## Mandatområder
Neden for en oversigt over mandatområder og deres forvaltere:
- Palæstina (Storbritannien)
  - Transjordanien blev udskilt fra det oprindelige Palæstinamandat
- Syrien (Frankrig)
- Mandatområdet i Libanon (Frankrig)
- Irak (Storbritannien)
- Cameroun (Britisk Cameroun, Fransk Cameroun)
- Carolinerne (Japan)
- Palau (Japan)
- Papua Ny Guinea (Australien)
- Samoa (New Zealand)
- Togoland (Frankrig)
- Tysk Sydvestafrika (Sydafrika)
- Tanganyikaterritoriet (Tysk Sydøstafrika),  (Storbritannien)